# Piccolomini
Piccolomini – bogata włoska rodzina z Sieny, która posiadała m.in. Náchod w Czechach.

## Osobistości
- Pius II, Enea Silvio Piccolomini
- Pius III, Francesco Todeschini-Piccolomini
- Giovanni Piccolomini - kardynał
- Octavio Piccolomini